# Hadj Moulay Benkrizi
 (août 2011).
Si vous disposez d'ouvrages ou d'articles de référence ou si vous connaissez des sites web de qualité traitant du thème abordé ici, merci de compléter l'article en donnant les références utiles à sa vérifiabilité et en les liant à la section « Notes et références ».
Hadj Moulay Benkrizi, né Ahmed Benkrizi le 4 septembre 1931 et mort le 7 février 2017, a été celui qui a introduit la musique sanâa[réf. nécessaire] (de l'école d'Alger) à Mostaganem. 

## Biographie
En 1967, il fonde avec Hadj Bouzidi Benslimane, l'association « musique du cercle du croissant ». 
Hadj Moulay, lui-même élève de Hadj Mohamed Bensemane, de Abdelkrim Mhamsadji, puis de Omar Bensemane et Hadj Mohamed Khaznadji dispensait des cours de musique à Mostagenem. Ces derniers étaient donnés bénévolement au sein du cercle du croissant, avant de devenir Nadi El Hillel Ettakafi. Il mènera de main de maître la section de musique du cercle du croissant au troisième festival de musique arabo-andalouse, en 1972 à Alger.
Il quitte le Nadi El Hillel Ettakafi en 1995 et devient président d'honneur de l'association culturelle Ibnou Badja de Mostaganem.
Il est mort le 7 février 2017.